# Кокіс
Кокіс (синг. කොකිස්, там. கொக்கிஸ்) — смажений хрусткий снек, шрі-ланкійська їжа, яку готують з рисового борошна та кокосового молока. І хоча ці хрустики вважаються традиційною стравою Шрі-Ланки, допускається, що рецепт походить від голландців. Це важлива страва під час святкування Сингальського та Тамільського Нового року, але її часто готують і на інші свята.

## Етимологія та історія
Хоча кокіс відносять до традиційної кухні Шрі-Ланки, вважається, що він має голландське походження, починаючи з часів, коли частини країни перебувала під владою Нідерландів у середині 17 століття і до кінця 18 століття. Можливо, його назва походить від слова koekjes, що означає печиво нідерландською мовою. Шведська розетта (печиво) та перська Nan panjereh були б найбільш ідентичними стравами для шрі-ланкійських кокіс. Індійський бісквіт Nankhatai також має схожість з кокіс. Майже така ж закуска під назвою ачаппам існує серед християнської громади в південно-західному індійському штаті Керала.

### Значення під час Сингальського нового року
Сингали готують і вживають ряд традиційних страв, включаючи кокіс, щоб зустріти свій новий рік, який святкується у середині квітня. Десерт традиційно готують жінки з домогосподарства, як правило, за кілька днів до нового року. На сьогоднішній день їх виготовляють переважно жінки похилого віку, оскільки багатьом людям молодого покоління через зайнятий спосіб життя не вистачає часу чи навичок та знань, необхідних для того, щоб зробити кокіс.

## Опис
Для виготовлення кокіс використовують спеціальну декоративну форму, яка за обрисами виглядає як квітка. Це називається кокіс аччува (синг.:කොකිස් අච්චුව). Його також називають печивом розетта англійською мовою. Цю форму покривають густим кляром, виготовленим з рисового борошна, кокосового молока та збитих яєць. До суміші також можна додавати цукор і сіль. Покриту кляром форму занурюють в киплячу кокосову олію, а потім кокіс струшують з форми і вливають олію. Коли він наполовину звариться, то його відправляють смажитися у фритюрі до готовності. Приготована старава виходить хрустка, її можна подавати гарячою або після охолодження. Олію зазвичай зливають з паперу перед подачею на стіл. Кокіс також може бути приготований із пшеничного борошна як альтернативи традиційному рисовому борошну. 
Кокіс можна вживати як десерт, а також як закуску або снек. Його також часто подають з Kiribath та іншими традиційними солодощами, які разом називають расою кавілі (синг.:රස කැවිලි), особливо на новорічних святкуваннях та інших святкуваннях.

### Вплив на здоров’я
Як і більшість традиційних солодощів із Шрі-Ланки, кокіс — це їжа, що має високу енергетичну щільність. Як і інша смажена чи жирна їжа кокіс теж може спричинити ризик виникнення та загострення серцевих захворювань та звуження судин.